# Nicolau Ortiz i Serra
Nicolau Ortiz Serra (Vilanova i la Geltrú, 24 d'abril de 1925 - Alcover, 20 d'octubre de 2009) va ser un escultor i pintor català.